# Wymiar Groedla
Wymiar Groedla (wskaźnik sercowo-klatkowy, ang. Groedel's heart-lung ratio, Groedels'  transverse diameter) polega na porównaniu w rentgenogramie największych wymiarów poprzecznych serca i klatki piersiowej na poziomie prawej kopuły przepony. Jego wartość u osób dorosłych nie powinna przekraczać 0,5.
Wskaźnik podał jako pierwszy niemiecki lekarz Franz Maximilian Groedel.